# Chia-Chiao Lin
Dans ce nom chinois, le nom de famille, Lin, précède le nom personnel.
Chia-Chiao Lin ou Lin Chia-Chiao (Chinois : 林家翹 ; 7 juillet 1916 à Pékin — 13 janvier 2013 à Pékin) est un mathématicien et physicien chinois naturalisé américain. Il est également professeur émérite du Massachusetts Institute of Technology.

## Biographie
Chia-Chiao Lin est né à Pékin, Chine. En 1937, Il est diplômé du département de physique de l'Université Tsinghua à Beijing et devient ensuite professeur assistant dans ce même département de physique. En 1939, il rejoint le Boxer Rebellion Indemnity Scholarship Program (en) et devait initialement partir étudier au Royaume-Uni. Cependant à cause de l'éclatement de la Seconde Guerre mondiale, il est envoyé par bateau en Amérique du Nord. Malheureusement son bateau est arrêté à Kobe, Japon, et tous les étudiants durent repartir en Chine. En 1940, il atteint finalement le Canada et étudie à l'Université de Toronto, y recevant son M.Sc.
Il poursuit ses études aux États-Unis et reçoit un PhD du California Institute of Technology en 1944, sous la supervision de Theodore von Kármán. Il enseigne également à Caltech, entre 1943 et 1945. Il enseigne ensuite à l'Université Brown, entre 1945 et 1947, et rejoignant le MIT en 1947, il commence à y enseigner en 1953 et devient professeur du Massachusetts Institute of Technology en 1963. Il prend sa retraite du MIT en 1987.
Chia-Chiao Lin a apporté des contributions majeures à la stabilité hydrodynamique (en), à l'étude des turbulences, en mathématiques et en astrophysique.
Il a été président de la Society for Industrial and Applied Mathematics de 1972 à 1974.
Il meurt à Pékin le 13 janvier 2013, à 96 ans.

## Honneurs et récompenses
Chia-Chiao Lin a reçu :  
- le premier Prix de dynamique des fluides (Fluid Dynamics Prize) de la Société américaine de physique (en 1979)[4]
- en 1976, le NAS Award in Applied Mathematics and Numerical Analysis[5]
- en 1975 la Médaille Timoshenko[6]
- en 1973, le Prix Otto Laporte
- le Caltech's Distinguished Alumni Award[7]

Il a été membre de la National Academy of Sciences, a été cité dans l’American Men and Women of Science et a été membre de l’Association américaine pour l'avancement des sciences. Lin a été élu à l'Academia sinica en 1958 et est devenu membre étranger de l'Académie chinoise des sciences en 1994.